# فرناندو اوترو
فرناندو اوترو (انگلیسی: Fernando Otero؛ زادهٔ ۱۹۷۲) موسیقی‌دان، خواننده، آهنگساز اهل آرژانتین است.
اولین ارتباط او با موسیقی، دریافت آموزش‌های آواز از مادرش السا ماروال، خواننده و بازیگر مشهور بین‌المللی بود. او از پنج‌سالگی نیز شروع به یادگیری پیانو کرد. همچنین گیتار، درام، آکاردئون و ملودیکا را آموخت، سازهایی که گاه‌گاهی می‌نوازد. او که یک پیانیست کلاسیک و ماهر است، از کودکی موسیقی کلاسیک را مطالعه کرده و از آن زمان سبک خاص خود را که شامل عناصری از جاز، تانگو و موسیقی کلاسیک معاصر است، توسعه داده است.